# Guarda che luna/Pity Pity
Guarda che luna/Pity Pity è il 45 giri di Fred Buscaglione e i suoi Asternovas, pubblicato nel 1959 ed estratto dall'album 16 giri Fred Buscaglione e i suoi Asternovas.
L'introduzione del brano ricorda l'inizio della sonata "Chiaro di Luna" op. 27, n. 2 di Ludwig van Beethoven.
Sono numerose le cover incise, da Flo Sandon's (1959) a Marino Marini (1960), a Milva (1962), a Eddie Rosner con Bedros Kirkorov (1964), Giuliano Girardi (1969), a Fred Bongusto (1973), versione inserita nella colonna sonora del film La legge del desiderio (1987) di Almodovar, ad Umberto Marcato (1986) inserita nell'album Le più belle canzoni italiane - Vol. 2 (Gala Records, TGLPP 8 1003); alle più recenti versioni dei Ricchi e Poveri (1992) inserita nell'album Allegro italiano e di Francesca Alotta (1997), al medley di Luciano Pavarotti - Irene Grandi (per il Pavarotti & Friends 2000) assieme a Solo me ne vo per la città, a quelle di Petra Magoni & Ferruccio Spinetti (2007), di Emma (2012) e di Alberto Urso in duetto con Arisa (2019), Walter Ricci feat. Stefano Di Battista nell'album Stories del 2019 (Irma Records, IRM 1842), fino all'edizione in spagnolo del venezuelano Pájaro (2016) ed a quella lirica in italiano del gruppo russo 'Кватро' (2017) che hanno allestito una versione, sfruttando il tema di Libertango di Piazzolla. 
Invece sono due le versioni registrate da Stefano Bollani con la Banda Osiris, Enrico Rava e Gianmaria Testa nel 2001 (per l'omonimo spettacolo teatrale prodotto dal Teatro Stabile di Torino) e con il mandolinista Hamilton de Holanda nel 2013.

## Tracce
Lato 1
1. Guarda che luna (testo: Elgos - musica: Malgoni)

Lato 2
1. Pity Pity (testo: Ergus - musica: Lawrence)